# Мельсенс, Луи
Луи-Анри-Фредерик Мельсенс (фр. Louis-Henri-Frédéric Melsens, 11 июля 1814, Брюссель — 20 апреля 1886) — бельгийский физик и химик. Он стал доктором наук в Гиссенском университете. В 1846 году он стал профессором химии в Королевской ветеринарной школе Кюрегема в Андерлехте, Брюссель. Мельсенс применил принцип клетки Фарадея к молниеотводам и изобрёл настойку йода для дезинфекции. Хотя сам он не был врачом, в медицинских кругах конца XIX и начала XX веков он был всемирно известен своими исследованиями и продвижением перорального приема йодида калия в качестве лекарства от отравления свинцом или ртутью.

## Жизнь и карьера
Мельсенс родился в Лёвене 11 июля 1814 года. Сначала его мать обучала его на дому. Затем он пошёл в среднюю школу в Лёвене. Он изучал древние языки, а также английский, немецкий и итальянский, и начал свою карьеру в офисе коммерческой фирмы в Антверпене вместе с братьями Йоссон. Не имея коммерческой жилки, он решил посвятить остаток своей жизни изучению науки. По совету матери и однокурсника Жана Серве Стаса он отправился в Париж, чтобы изучать химию и физику в частной лаборатории Жана-Батиста Дюма. Он делил квартиру со Стасом.
Луи завершил своё обучение в Бонне, Германия, где посещал лабораторию Либиха. Он стал доктором наук в Гиссенском университете.
Вернувшись в Бельгию, он получил кафедру физики и химии в Королевской ветеринарной школе Кюрегема и стал постоянным экзаменатором в Бельгийской королевской военной академии. Он был назначен корреспондентом Королевской академии Бельгии 16 декабря 1846 года и стал её членом 15 декабря 1850 года. Он был директором Classe des Sciences в 1859 году.
Мельсенс всю жизнь страдал от слабого здоровья и умер в возрасте 71 года 20 апреля 1886 года в Брюсселе. Он похоронен в Эвере.

## Научные достижения
Мельсенс в основном проводил исследования в области органической химии, хотя он также был пионером в использовании неорганического йода в медицине. Ещё в 1843 году он сотрудничал с Натали Гийо в изучении целебных свойств йодида калия, назначаемого людям, страдающим от отравления свинцом или ртутью, за что в 1877 году он был удостоен премии Гинара Королевской академии Бельгии, присуждаемой учёному, написавшему лучшую работу или создавшему лучшее изобретение для улучшения материального или интеллектуального положения рабочего класса. Он также получил Монтионовскую премию Парижской академии наук в 1865 году.
Он также проводил исследования молниеотводов и изобрёл улучшенную версию оригинальной конструкции Бенджамина Франклина.

## Улицы и научная премия, названные в честь учёного
Премия Луи Мельсенса присуждается бельгийцу или натурализованному бельгийскому автору наиболее выдающейся работы по прикладной химии или физике. Melsensstraat или Rue Melsens в Брюсселе и Louis Melsensstraat в Лёвене — улицы, названные в его честь.